# Engyodontium album
Engyodontium album är en svampart som först beskrevs av Limber, och fick sitt nu gällande namn av de Hoog 1978. Engyodontium album ingår i släktet Engyodontium och familjen Cordycipitaceae.   Inga underarter finns listade i Catalogue of Life.